# Just Mathias Thiele
Pour les articles homonymes, voir Thiele.
Just Mathias Thiele, né à Copenhague (Danemark) le 13 décembre 1795 et mort dans cette ville le 9 novembre 1874, est un écrivain et historien de l'art danois.

## Biographie
Auteur, collectionneur de folklore et historien de l'art. Il a recueilli et publié des contes populaires danois inspirés de l'œuvre des frères Grimm. Thiele rencontre le sculpteur Bertel Thorvaldsen à Rome lors de son séjour dans cette ville entre 1823 et 1825. C'est là qu'il commence à travailler sur la biographie de Thorvaldsen, qui est publiée en quatre volumes illustrés en 1831, 1832, 1848 et 1850. Elle fut rééditée dans une version abrégée et moins chère en 1842-1857. Au cours de l'été 1844, Thiele trouva la correspondance abandonnée de Thorvaldsen lors d'un séjour à Rome, ce qui donna lieu à sa deuxième biographie, également en quatre volumes : Thorvaldsens Ungdomshistorie, 1851 ; Thorvaldsen i Rom, 1805-1819, 1852 ; Thorvaldsen i Rom. 1819-1839, 1854 et Thorvaldsen in Copenhagen. 1839-1844, 1856.
Thiele fut secrétaire et bibliothécaire de l'Académie royale danoise des beaux-arts de 1825 à 1871, où il vécut également de 1829 à sa mort. En 1835, il devient inspecteur de la Collection royale de gravures, qu'il sépare de la Bibliothèque royale et ouvre au public en 1843. Il en devient le directeur en 1861. Thiele a également été secrétaire privé de Christian (8e) Frederik à partir de 1838. En outre, il a écrit des pièces de théâtre aujourd'hui oubliées (jouées au Théâtre royal) et une autobiographie.
Fils de Johan Rudolph Thiele. Père d'Ida Thiele et de T.N. Thiele.
Il devient professeur titulaire en 1828, conseiller de justice en 1840, conseiller d'État en 1852, chevalier de Dannebrog en 1835 et Dannebrogman en 1840.
Il est enterré au cimetière d'Assistens.

## Récompenses et distinctions
- Chevalier de l'ordre de Dannebrog (1835)